# Oktár
Oktar (Uptar) hun társuralkodó, Ruga öccse. Neve törökül (Öktar) „erős, hatalmas” jelentésű. Testvérével, Rugával együttműködve igyekezett kiterjeszteni a hunok hatalmát Nyugat-Európára. 420 körül léphetett színre.
430 körül halt meg a burgundok elleni, a Rajna mentén vívott hadjárat során. Halála után testvére, Ruga egyedül uralkodott tovább.